# 김대곤 (배우)
김대곤(1983년 12월 13일 ~ )은 대한민국의 배우이다.

## 출연작

### 영화
- 《더러운 돈에 손대지 마라》 (2024년)
- 《시동》 (2019년) - 경찰1 역
- 《유열의 음악앨범》 (2019년) - 부동산 주인 역
- 《비스트》 (2019년) - 형사 2팀1 역
- 《룸》 (2018년)
- 《창궐》 (2018년) - 어의 역
- 《호랑이보다 무서운 겨울손님》 (2018년) - 패스트푸드점 매니저 역
- 《머니백》 (2018년) - 짝대기 역
- 《시선 사이》 (2016년) - 체육선생 역

### 드라마
- 《트리거》 (2025년, Netflix) - 조우태 역
- 《로드 투 외과의사》 (2025년, tvN) - 오진왕 역 (특별출연)
- 《트리거》 (2025년, Disney+) - 한정 역 (특별출연)
- 《웰컴투 삼달리》 (2023년, JTBC) - 안강현 역 (특별출연)
- 《대행사》 (2023년, JTBC) - 권우철 역
- 《환혼 빛과 그림자》 (2022년~2023년, tvN) - 하인 역 (특별출연)
- 《별똥별》 (2022년, tvN) - 한대수 역
- 《배드 앤 크레이지》 (2021년, tvN) - 류동열 역
- 《드라마 스테이지 - 럭키》 (2021년, tvN) - 지니 역
- 《대박부동산》 (2021년, KBS) - 오성식 역
- 《하이바이, 마마!》 (2020년, tvN) - 장대춘 역
- 《드라마 스테이지 - 삼촌은 오드리헵번》 (2019년, tvN) - 장미 역
- 《나의 나라》 (2019년, JTBC) - 강개 역
- 《배가본드》 (2019년, SBS) - 비행기 추락사고 피해자 가족 역
- 《보이스 3》 (2019년, OCN)
- 《진심이 닿다》 (2019년, tvN) - 박수명 역
- 《라이프 온 마스》 (2018년, OCN) - 박병두 역
- 《사임당, 빛의 일기》 (2017년, SBS)

### 뮤지컬
- 《시지프스》
- 《빠리빵집》
- 《미수》
- 《그와 그녀의 태그》
- 《판》
- 《군수선거》
- 《디어 마이 고스트》
- 《원스어폰어타임 인 해운대》
- 《안녕! 유에프오》
- 《상자 속 흡혈귀》
- 《빨래》
- 《팝-콘》
- 《들풀2》
- 《힐링하트 시즌3：꼬리많은남자》
- 《군수선거》
- 《오디션》
- 《파라다이스 티켓》
- 《락시터》

### 연극
- 《관저의 100시간》
- 《괴벨스극장》
- 《분장실청소》
- 《초선의원》
- 《세상친구》
- 《생쥐와 인간》
- 《아트》
- 《조제 호랑이 그리고 물고기들》
- 《날 보러와요》
- 《까사발렌티나》
- 《보도지침》
- 《밀당의 탄생》
- 《두근두근 내 인생》
- 《러브 액츄얼리》